# Никтей
Никтей (на старогръцки: Νυκτεύς, Nykteus) в гръцката митология е цар на Тива през 15 век пр.н.е.
Според Аполодор той е син на Хтоний, един от спартите, или на Хирией и Клония. По други източници той е син на Посейдон и Келаино. Той е брат на Лик.
Той се жени за Поликсо. Двамата имат две дъщери:
Антиопа и Никтеида. Според Азий от Самос нимфата Калисто е също дъщеря на Никтей.
Никтеида се омъжва за Полидор (цар на Тива) и има един син Лабдак. Когато зет му Полидор умира, Никтей поема управлението за малолтния си внук Лабдак.
Красивата му дъщеря Антиопа забременява от Зевс и от страх от баща си бяга в Сикион.
Там тя се омъжва за цар Епопей. От срам Никтей се самоубива и оставя управлението на брат си Лик като му дава задачата да върне Антиопа. Той завладява Сикион, убива Епопей и завежда Антиопа в къщи. По други източници Епопей отвлякъл Антиопа и Никтей водил война против него и двамата са убити.